# キャサリン・ヌデレバ
キャサリン・ヌデレバ（Catherine Ndereba、1972年7月21日 - ）は、ケニアのニエリ出身の女子マラソン選手。2001年10月7日にシカゴマラソンを2時間18分47秒で走り当時の世界記録を達成、この記録は2018年10月現在も世界歴代8位の記録である。日本のメディアでは、「ンデレバ」「デレバ」の表記も見られたが、アテネオリンピック以降はほぼ「ヌデレバ」で統一されている。

## 人物
- マラソンは出産後のダイエットのために始めた。ママさんランナーとして、世界の一流選手として活躍している。
- 妹のアナスタシア・ヌデレバ（英語版）も2時間29分03秒の記録を持つマラソンランナー。幼少の頃は、妹の方が断然足が速かったが、妹が転んで脚を痛めてからは、一度も妹に負けた事がないらしい。
- 女子マラソンでは、オリンピックや世界陸上選手権などの大きな試合で、抜群の安定感を誇っている。オリンピックでは2004年アテネ大会と2008年北京大会で、2大会連続の銀メダルを獲得。世界陸上選手権では2003年のパリ大会から2007年の大阪大会まで、金メダル2個・銀メダル1個という成績を残している。また、世界陸上の女子マラソンで通算2勝したのはヌデレバが初である（2013年世界陸上モスクワ大会で、エドナ・キプラガトがヌデレバに続いて世界陸上の女子マラソンで通算2勝を達成している）。また、オリンピックと世界陸上の女子マラソンの合計メダル獲得数5個は、現在世界大会における女子マラソン最多メダル獲得記録である。
- 外国人女子マラソン選手の中では、ロザ・モタやカトリン・ドーレやワレンティナ・エゴロワやリディア・シモンやマーラ・ヤマウチらと並ぶ親日家であり、一時期は駅伝では横浜国際女子駅伝や国際千葉駅伝、ハーフマラソンでは札幌国際ハーフマラソンなど、毎年のごとくたびたび日本のレースに出場していた。特に大阪のコースとは相性がよく、マラソンで出場した2006年大阪国際女子マラソン、2007年世界陸上大阪大会ともに優勝している。
- 北海道産のカボチャが大好物。ある年、札幌国際ハーフマラソン出場で来日した時、食事に出てきたカボチャがあまりにもおいしいので、母親にも食べさせたいと、レストランのシェフにカボチャの種をもらって帰ったらしい。

## レーススタイル

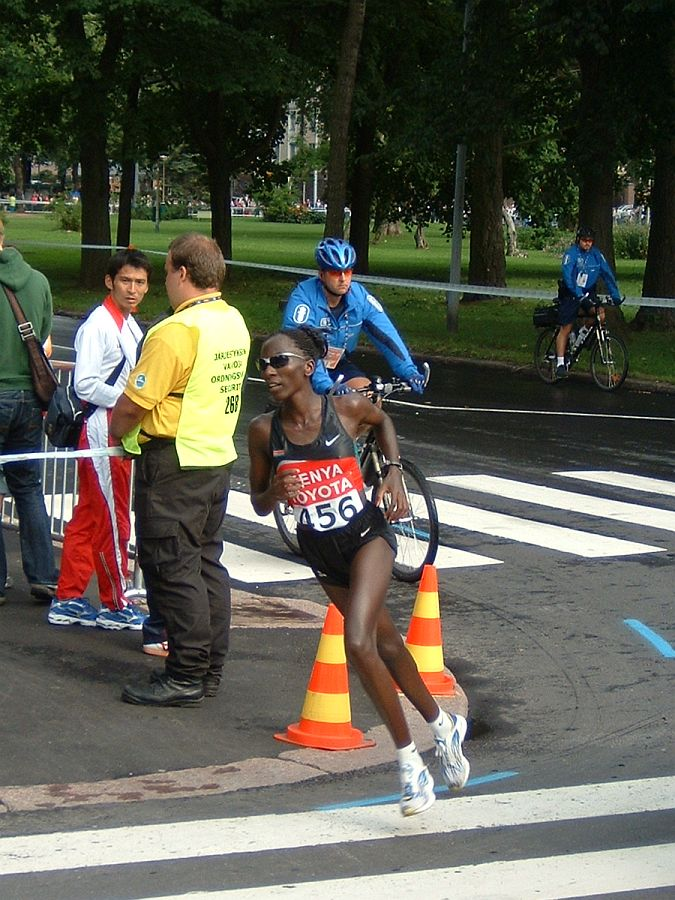
2005年世界陸上ヘルシンキ大会

序盤は先頭集団の後方にいることが多く、じっくり後ろから集団を観察していることが多い。また先頭集団から少し遅れた位置で先頭集団の様子をうかがいながら、中盤過ぎから先頭集団についていき、終盤にスパートして勝利というパターンが多い。世界記録を打ち立てた2001年のシカゴマラソンでは、最初の5kmを17分41秒と1990年代以前の女子マラソン日本記録よりも遅いスローペースで入ってから、距離を踏むごとにみるみるペースアップし、ゴールでは1週間前に高橋尚子がベルリンマラソンで打ち立てた世界記録を約1分も更新するという驚異的な快走で圧勝している。また、2003年の世界陸上パリ大会、2007年の世界陸上大阪大会では、途中まで先頭集団の後方で様子を見ながら、終盤に機を見てスパートして勝利するというレースパターンで世界一の称号を勝ち取っている。
その反面、中盤でのロングスパートにはついていけない傾向がある。実際、2004年のアテネ五輪では野口みずきに、2005年の世界陸上ヘルシンキ大会ではポーラ・ラドクリフに、2008年の北京五輪ではコンスタンティナ・トメスクに屈して、準優勝となっている。
2004年のアテネ五輪では、25Km付近でスパートした野口についていけなかった。その後32Km過ぎの地点で、ラドクリフらをかわして2位に上がってからは、先頭を走る野口を猛然と追い掛けたものの、わずか12秒差で届かなかった。
2008年の北京五輪では、先頭集団の後続にいたために、トメスクの独走を見逃していた。トメスクに気づいたのは40km過ぎの折り返し地点であったが22秒の差で届かず、結果的にはヌデレバの計算されたレース運びが裏目に出てしまった。それでも気落ちせずに周春秀との2位争いの一騎討ちでは、トラック勝負で差をつけて銀メダルを獲得した。
2007年の世界陸上大阪大会では、自身の経験を元に、日本のマラソン選手がオリンピックや世界陸上で協力して戦っている戦略を発展させ、自転車ロードレースのような本格的なチーム戦でオリンピックや世界陸上を戦う戦略を初めて導入して戦ったとされる。その結果、自身は優勝し、同国の僚友2人も入賞して団体戦も優勝するという好成績を残した。このヌデレバが本格的に導入したチーム戦で戦う戦略は、以後のオリンピックや世界陸上などのマラソンでもスタンダードなものとなり、ケニアの他にも、この戦略を本格的に導入した中国、エチオピア、ロシアなどもオリンピックや世界陸上のマラソンで安定して結果を残すようになった。

## ヌデレバのマラソン世界最高記録
- 2時間18分47秒：2001年10月7日 シカゴマラソン

|            | 5km   | 10km  | 15km  | 20km    | ハーフ  | 25km    | 30km    | 35km    | 40km    | ゴール  |
| ---------- | ----- | ----- | ----- | ------- | ------- | ------- | ------- | ------- | ------- | ------- |
| タイム     | 17:41 | 34:09 | 50:39 | 1:06:45 | 1:10:14 | 1:22:49 | 1:39:04 | 1:55:21 | 2:11:45 | 2:18:47 |
| スプリット | 17:41 | 16:28 | 16:30 | 16:06   |         | 16:04   | 16:15   | 16:17   | 16:24   | 7:02    |

## マラソン戦績
| 年月       | 大会                         | 開催地                      | 順位 | 記録    | 備考                                   |
| ---------- | ---------------------------- | --------------------------- | ---- | ------- | -------------------------------------- |
| 1999年04月 | ボストンマラソン             | アメリカ合衆国 ボストン     | 6位  | 2:28:27 |                                        |
| 1999年10月 | シカゴマラソン               | アメリカ合衆国 シカゴ       | 2位  | 2:27:34 |                                        |
| 2000年04月 | ボストンマラソン             | アメリカ合衆国 ボストン     | 優勝 | 2:26:11 |                                        |
| 2000年10月 | シカゴマラソン               | アメリカ合衆国 シカゴ       | 優勝 | 2:21:33 |                                        |
| 2001年04月 | ボストンマラソン             | アメリカ合衆国 ボストン     | 優勝 | 2:23:53 |                                        |
| 2001年10月 | シカゴマラソン               | アメリカ合衆国 シカゴ       | 優勝 | 2:18:47 | 世界記録（当時）、アフリカ記録（当時） |
| 2002年04月 | ボストンマラソン             | アメリカ合衆国 ボストン     | 2位  | 2:21:12 |                                        |
| 2002年10月 | シカゴマラソン               | アメリカ合衆国 シカゴ       | 2位  | 2:19:26 |                                        |
| 2003年04月 | ロンドンマラソン             | イギリス ロンドン           | 2位  | 2:19:55 |                                        |
| 2003年08月 | 世界陸上選手権パリ大会       | フランス パリ               | 優勝 | 2:23:55 | 大会記録（当時）                       |
| 2003年11月 | ニューヨークシティマラソン   | アメリカ合衆国 ニューヨーク | 2位  | 2:23:03 |                                        |
| 2004年04月 | ボストンマラソン             | アメリカ合衆国 ボストン     | 優勝 | 2:24:27 |                                        |
| 2004年08月 | アテネオリンピック           | ギリシャ アテネ             | 2位  | 2:26:32 |                                        |
| 2005年04月 | ボストンマラソン             | アメリカ合衆国 ボストン     | 優勝 | 2:25:13 |                                        |
| 2005年08月 | 世界陸上選手権ヘルシンキ大会 | フィンランド ヘルシンキ     | 2位  | 2:22:01 |                                        |
| 2006年01月 | 大阪国際女子マラソン         | 日本 大阪                   | 優勝 | 2:25:05 |                                        |
| 2006年11月 | ニューヨークシティマラソン   | アメリカ合衆国 ニューヨーク | 3位  | 2:26:58 |                                        |
| 2007年08月 | 世界陸上選手権大阪大会       | 日本 大阪                   | 優勝 | 2:30:37 |                                        |
| 2007年11月 | ニューヨークシティマラソン   | アメリカ合衆国 ニューヨーク | 5位  | 2:29:08 |                                        |
| 2008年08月 | 北京オリンピック             | 中国 北京                   | 2位  | 2:27:06 |                                        |
| 2008年11月 | ニューヨークシティマラソン   | アメリカ合衆国 ニューヨーク | 5位  | 2:29:14 |                                        |
| 2009年04月 | ロンドンマラソン             | イギリス ロンドン           | 7位  | 2:26:22 |                                        |
| 2009年11月 | 横浜国際女子マラソン         | 日本 横浜                   | 3位  | 2:29:13 |                                        |
| 2011年10月 | 北京国際マラソン             | 中国 北京                   | 3位  | 2:30:14 |                                        |
| 2012年03月 | 名古屋ウィメンズマラソン     | 日本 名古屋                 | 22位 | 2:35:08 |                                        |